# Stara Błotnica
Stara Błotnica dawniej też Błotnica – wieś sołecka w Polsce położona w województwie mazowieckim, w powiecie białobrzeskim, w gminie Stara Błotnica. Przez wieś przebiega droga wojewódzka DW732.
Miejscowość jest siedzibą gminy Stara Błotnica oraz rzymskokatolickiej parafii Narodzenia Najświętszej Maryi Panny.
W latach 1954–1972 wieś należała i była siedzibą władz gromady Błotnica. W latach 1975–1998 miejscowość administracyjnie należała do województwa radomskiego.
Nazwa Błotnica pochodzi prawdopodobnie od błotnistej niegdyś okolicy.

## Historia
Na początku średniowiecza we wsi znajdowało się dawne grodzisko (obecnie w tym miejscu stoi kościół parafialny z XVIII wieku). Wówczas przez Błotnicę przebiegał szlak handlowy, prowadzący z Radomia w kierunku Ciechanowa i dalej na północ. Błotnica należała do rodziny Błotnickich, a potem – Przerębskich.

## Zabytki
- kościół pw. Narodzenia NMP, z XVIII-XIX w. w stylu neobarokowym
- sanktuarium Matki Bożej Pocieszenia z Błotnicy, którym opiekują się ojcowie paulini mieszkający w klasztorze nieopodal kościoła.

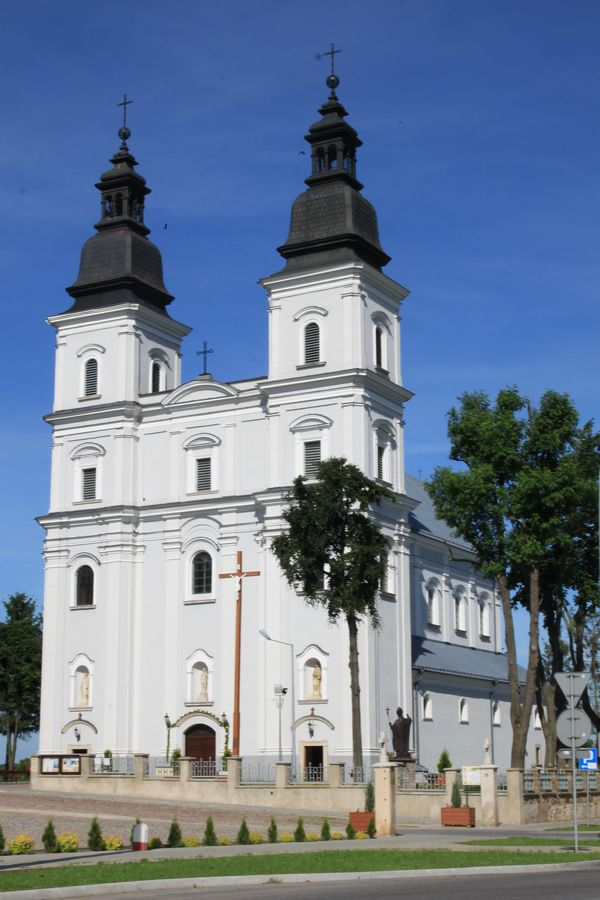
kościół pw. Narodzenia NMP